# Élections municipales de 2004 à Londres

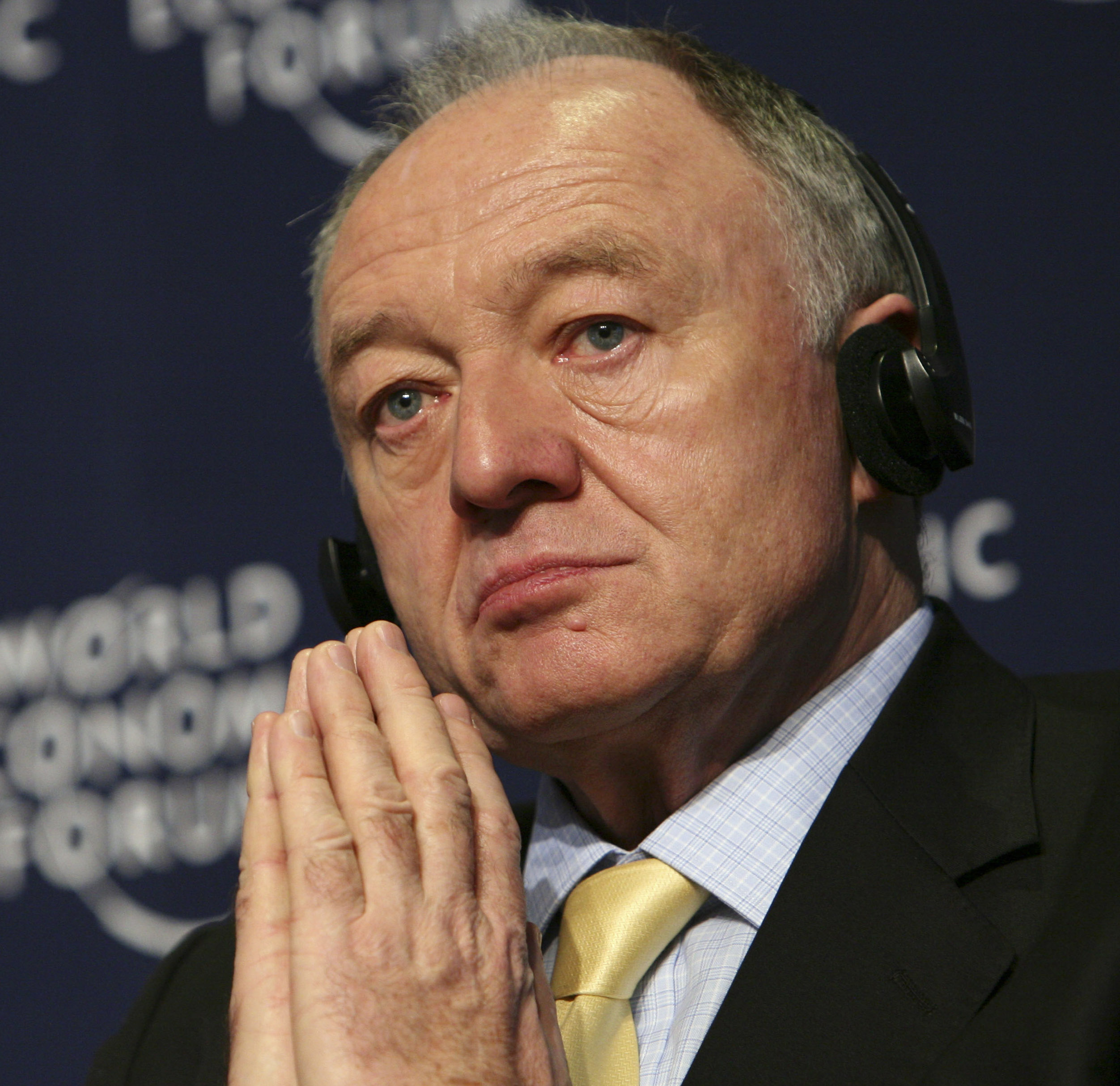
Ken Livingstone est réélu maire.

Les élections municipales de 2004 à Londres ont eu lieu le 10 juin 2004. Ken Livingstone est réélu maire de Londres.

## Campagne

### Choix du candidat conservateur
Le candidat conservateur est choisi le 16 février 2003
| Candidats | Candidats     | Voix   | %    |
| --------- | ------------- | ------ | ---- |
|           | Steven Norris | 12 161 | 77,0 |
|           | Roger Evans   | 3 637  | 23,0 |
|           |               |        |      |
| Total     | Total         | 15 798 | 100  |

## Élection du maire

### Résultats
Le maire de Londres est élu au suffrage universel en suivant une variante du vote alternatif. Chaque électeur a droit à un premier et un second choix. Si aucun candidat ne recueille une majorité absolue de premiers choix, tous les candidats sont éliminés à l'exception des deux mieux classés, et on ajoute à leur score le nombre de bulletins où ils apparaissent en second choix. C'est celui des deux qui a la majorité de premiers et seconds choix qui l'emporte.

Carte des premiers choix par circonscription de l'Assemblée de Londres : Ken Livingstone en rouge et Steven Norris en bleu.

| Parti                                    | Candidat         | 1er tour | 1er tour | 2e tour | Total   | %    |
| Parti                                    | Candidat         | Voix     | %        | 2e tour | Total   | %    |
| ---------------------------------------- | ---------------- | -------- | -------- | ------- | ------- | ---- |
| Parti travailliste                       | Ken Livingstone  | 685 548  | 36,8     | 142 842 | 828 390 | 55,4 |
| Parti conservateur                       | Steven Norris    | 542 423  | 29,1     | 124 757 | 667 180 | 44,6 |
| Libéraux-démocrates                      | Simon Hughes     | 284 647  | 15,3     |         |         |      |
| Parti pour l'indépendance du Royaume-Uni | Frank Maloney    | 115 666  | 6,2      |         |         |      |
| Parti du respect                         | Lindsey German   | 61 731   | 3,3      |         |         |      |
| Parti national britannique               | Julian Leppert   | 58 407   | 3,1      |         |         |      |
| Parti vert                               | Darren Johnson   | 57 332   | 3,1      |         |         |      |
| Alliance populaire chrétienne (en)       | Ram Gidoomal     | 31 698   | 2,2      |         |         |      |
| IWCA                                     | Lorna Reid       | 9 452    | 0,5      |         |         |      |
| Indépendant                              | Tammy Nagalingam | 6 692    | 0,4      |         |         |      |

## Élection de l'Assemblée

### Résultats

Résultats par circonscription.

Les 25 membres de l'Assemblée de Londres sont élus au suffrage universel en suivant un système proportionnel mixte. 14 membres sont élus dans les circonscriptions au scrutin uninominal majoritaire à un tour et les 11 autres sièges sont attribués suivant la méthode d'Hondt.
| Parti               | Circonscriptions (14) | Sièges supplémentaires (11) | Total (25) | Évolution |
| ------------------- | --------------------- | --------------------------- | ---------- | --------- |
| Parti conservateur  | 9                     | 0                           | 9          | ±0        |
| Parti travailliste  | 5                     | 2                           | 7          | –2        |
| Libéraux-démocrates | 0                     | 5                           | 5          | +1        |
| UKIP                | 0                     | 2                           | 2          | +2        |
| Parti vert          | 0                     | 2                           | 2          | –1        |